# Предупредительная сигнализация
Преду́предительная сигнализа́ция — сигнализация, предназначенная для предупреждения об опасности или начале действия, при котором люди могут оказаться в опасной зоне. Продолжительность действия сигнала должна позволить человеку, находящемуся в опасной зоне, покинуть её или предотвратить действие опасности. Обычно сигналы подаются автоматически. В качестве датчиков используются различные измерительные устройства, реагирующие на параметры технологических процессов и производственной среды.

## Типы сигнализации
Различают два вида сигнализации: звуковую и световую.

### Выбор типа сигнализации
Звуковая сигнализация является предпочтительной:
- если взгляд работника отвлечен наблюдением за технологическим процессом;
- если зрительные восприятия сигнала затруднено воздействием окружающей среды.

Световая сигнализация является предпочтительной:
- если высок уровень шума;
- если принимается слишком много звуковых сигналов.

### Звуковая сигнализация
Виды сигналов:
- речевые сигналы (односложные предложения)
- неречевые сигналы (звонок, сирены и т. д.)

Требования к сигналам:
- должны быть слышны на фоне шума или других звуковых сигналов;
- сигналы должны быть отличимы от других звуковых сигналов;
- сигналы должны привлекать внимание без ущерба для других чувствительных и важных рабочих функций.

### Световая сигнализация
Используется для информирования об условиях труда: нормальный (штатный) режим работы, нерабочее положение, аварийная ситуация. Световые сигнальные элементы можно использовать для передачи команд или информации.
Характеристика сигналов:
- яркость,
- цвет,
- частота мигания.

Требования к сигналам:
- световой элемент должен быть в 2 раза ярче окружающего фона;
- следует избегать совместного применения цветов, которые легко спутать;
- сигнальные элементы следует располагать в затемнённых местах или защищать специальными козырьками;
- рекомендуется использовать в качестве сигнала мигающий свет.

С назначением сигналов должны ознакомиться все работники. Таблицы сигналов вывешиваются на рабочих местах или работающем механизме. Каждый неправильно отданный или непонятный сигнал должен восприниматься как сигнал «стоп».

## Другие виды предупредительной сигнализации, используемые реже
Тактильная вибрационная сигнализация. Применялась, например, на ПЗРК «Стингер» как предупреждение о захвате головкой самонаведения самолета противника по вибрации поверхности, прилегающей, при прицеливании, к щеке оператора-наводчика.
Обонятельная предложена группой японских ученых, см. в статье васаби, в том числе, для пробуждения спящего человека.